# 康什河畔蒙谢勒
康什河畔蒙谢勒（法語：Monchel-sur-Canche，法語發音：[mɔ̃ʃɛl syʁ kɑ̃ʃ]）是法国上法蘭西大區加来海峡省的一个市镇，属于阿拉斯区。

## 地理
康什河畔蒙谢勒（50°18'11"N, 2°12'30"E）面积5.06 平方千米，位于法国上法蘭西大區加来海峡省，该省份为法国北部沿海省份，西北濒北海，南至索姆省，东临北部省。
与康什河畔蒙谢勒接壤的市镇（或旧市镇、城区）包括：布朗热瓦尔布朗热蒙、康什河畔布贝尔、康什河畔孔希、弗莱尔。
康什河畔蒙谢勒的时区为UTC+01:00、UTC+02:00（夏令时）。

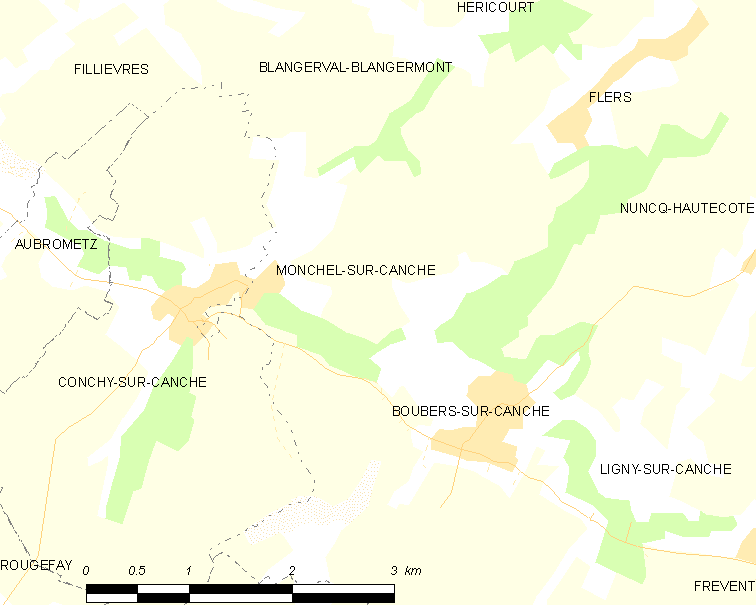
康什河畔蒙谢勒的OSM定位图

## 行政
康什河畔蒙谢勒的邮政编码为62270，INSEE市镇编码为62577。

## 政治
康什河畔蒙谢勒所属的省级选区为泰努瓦斯河畔圣波勒县。

## 人口

1962-2008年间康什河畔蒙谢勒人口变化图示

康什河畔蒙谢勒于2022年1月1日时的人口数量为73人。